# Виламања (Фиренца)
Виламања је насеље у Италији у округу Фиренца, региону Тоскана.
Према процени из 2011. у насељу је живело 205 становника. Насеље се налази на надморској висини од 323 м.